# Loma de Yerbabuena
Loma de Yerbabuena är en ort i Mexiko.   Den ligger i kommunen Silao de la Victoria och delstaten Guanajuato, i den centrala delen av landet, 300 km nordväst om huvudstaden Mexico City. Loma de Yerbabuena ligger 1 889 meter över havet och antalet invånare är 1 073.
Terrängen runt Loma de Yerbabuena är kuperad åt nordost, men åt sydväst är den platt. Runt Loma de Yerbabuena är det ganska tätbefolkat, med 160 invånare per kvadratkilometer. Närmaste större samhälle är Silao, 13,2 km söder om Loma de Yerbabuena. Trakten runt Loma de Yerbabuena består i huvudsak av gräsmarker.